# 大善見王経
『大善見王経』（だいぜんけんおうきょう、巴: Mahāsudassana-sutta, マハースダッサナ・スッタ）とは、パーリ仏典経蔵長部の第17経。『マハースダッサナ経』とも。
類似の伝統漢訳経典としては、『中阿含経』（大正蔵26）の第68経「大善見王経」の他、『大般涅槃経』関連の経典にもその内容が出てくる。
『大般涅槃経』でも短く言及されていた、釈迦の入滅地クシナーラーのかつての姿である都市クサーヴァティーと、（転輪王たる）マハースダッサナ王（大善見王）についての伝説が、詳細に述べられる。

## 構成

### 登場人物
- 釈迦
- アーナンダ

### 場面設定
釈迦がマッラ国クシナーラーの沙羅双樹の下にて入滅（般涅槃）する直前、アーナンダは釈迦に、このような場末の地で亡くならないでほしいと請う。
それに対して釈迦は、クシナーラーがかつてマハースダッサナ王（大善見王）という正義の帝王によって治められていた都市クサーヴァティーであることを述べ、その詳細が語られていく。
最後に、そのマハースダッサナ王（大善見王）こそが釈迦の前世であることが明かされ、クシナーラーが入滅（般涅槃）にふさわしい地であると述べられる。

## 日本語訳
- 『南伝大蔵経・経蔵・長部経典2』（第7巻） 大蔵出版
- 『パーリ仏典 長部（ディーガニカーヤ）大篇II』 片山一良訳 大蔵出版
- 『原始仏典 長部経典2』 中村元監修 春秋社